# Henrik Klingenberg
Henrik „Henkka” Klingenberg (Mariehamn, Åland, Finnország 1978. október 21. –) énekes-billentyűs zenész.
2002 vége felé csatlakozott a Sonata Arcticához; szabadidejében a finn Kokkolában tölti az idejét.
Kedvenc billentyűsei Matt Guillory, Kevin Moore a Dream Theaterből, valamint Jon Lord.

## Karrier
Bár elsőszámú projektje a Sonata Arctica, tagja két másik együttesnek is, a Silent Voices-nak és a thrash/groove metal stílusú Mental Care Foundation-nek (utóbbiban énekesként). Egy negyedik bandája is van, ami melodikus death metalt játszik, ez a Graveyard Shift, amit Sonata Arcticás kollégájával, Jani Liimatainennel alapított.
A Sonata Arcticába való belépése előtt olyan sok bandában fordult elő, hogy nem volt hajlandó felsorolni a zenekar hivatalos oldalán a biográfiájában. Mindazonáltal egy bandát érdemes megemlíteni előző együttesei közül, akikkel még két albumot fel is vett, a szintén power metalban utazó Requiemet.
Henrik régebben Roland AX-1-en, majd Roland AX-7-en, később ismét Roland AX-1-en, napjainkban pedig Roland Synth-en játszik, valamint Kurzweil vagy Korg Triton, illetve Korg M3 szintetizátoron.

## Személyiség
A Sonata Arctica tagjai Henriket választották egy vele, valamint egy másik jelölttel eltöltött iszogatás után, mivel azt akarták, hogy az új emberük ne csak zeneileg, hanem emberileg is összepasszoljon velük.
Koncerteken Henrik hordozható szintetizátora lehetővé teszi számára, hogy több energiát és mozgást vigyen a banda performanszaiba; gyakran vándorol a színpadon játéka közben, hasonlóképpen, ahogy a gitárosok szokták. A For the Sake of Revenge című DVD-n, Henrik többször a színpad talajának vágta a Roland AX-7-esét, kifejtve azt, hogy ez volt ennek a szintetizátornak a vége (vagyis angolul „End of this keyboard”, ami utal a „The End of this Chapter” című számukra). Ez a jelenet felidézte a The Who koncertjeiről jól ismert hangszerrombolást, a rock és a metal kliséjét, valamint nem utolsósorban Henriket egy igazi tradicionális rock/metal előadónak állította be.